# 戈埃尔·拉佐

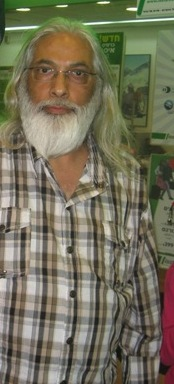
戈埃尔·拉佐

戈埃尔·拉佐（希伯來語：גואל רצון，Goel Ratzon，1950年—）是一位以色列的宗教领袖，2010年1月14日因被指控奴役和性虐待妇女和儿童而在特拉维夫被捕。据警方称，自1993年以来，戈埃尔·拉佐性虐过他的多名“妻子们”和37名儿童。警方在搜查他的公寓时就发现了10名妇女和17名小孩，她们生活在一个条件极其恶劣的环境里。據報導指至少30人為了他甘當性奴，已為他誕下60名子女，此外，他還制訂了他的「十誡」要性奴們完全服從。